# Zuid-Aziatisch kampioenschap voetbal 2003
De Zuid-Aziatisch kampioenschap voetbal 2003 was het 5e toernooi van dit voetbalkampioenschap wat werd gehouden in Dhaka, Bangladesh van 10 januari 2003 tot en met 20 januari 2003. Het thuisland won het toernooi voor de eerste keer door in de finale de Maldiven, na strafschoppen, te verslaan. India werd derde. Het toernooi stond eerst gepland voor 2002 maar werd verzet naar 2003.

## Geplaatste teams
| Groep A     | Groep A | Groep A                    | Groep A      | Groep B    | Groep B | Groep B              | Groep B      |
| Land        | Aantal  | Beste resultaat            | FIFA-ranking | Land       | Aantal  | Beste resultaat      | FIFA-ranking |
| ----------- | ------- | -------------------------- | ------------ | ---------- | ------- | -------------------- | ------------ |
| Pakistan    | 5e      | Derde plaats (1997)        | 178          | Bangladesh | 4e      | Tweede plaats (1999) | 159          |
| Afghanistan | 1e      | Debuut                     | -            | Bhutan     | 1e      | Debuut               | 199          |
| India       | 5e      | Winnaar (1993, 1997, 1999) | 127          | Malediven  | 3e      | Tweede (1997)        | 152          |
| Sri Lanka   | 5e      | Winnaar (1995)             | 139          | Nepal      | 5e      | Derde plaats (1993)  | 165          |

1. ↑  Fifa-ranking van FIFA-wereldranglijst december 2002

## Stadion
| Dhaka                         | · Dhaka |
| Bangabandhu Nationaal Stadion | · Dhaka |
| Capaciteit: 36.000            | · Dhaka |
|                               | · Dhaka |

## Groepsfase

### Groep A
| Land        | Gsp | Win | Gel | Ver | DV | DT | +/- | Pnt |
| ----------- | --- | --- | --- | --- | -- | -- | --- | --- |
| Pakistan    | 3   | 3   | 0   | 0   | 4  | 1  | +3  | 9   |
| India       | 3   | 1   | 1   | 1   | 5  | 2  | +3  | 4   |
| Sri Lanka   | 3   | 1   | 1   | 1   | 3  | 3  | 0   | 4   |
| Afghanistan | 3   | 0   | 0   | 3   | 0  | 6  | −6  | 0   |

|                                    |       |            |          |                                                                    |
| 10 januari 2003 «onderlinge duels» | India | 0 – 1      | Pakistan | Bangabandhu Nationaal Stadion, Dhaka Scheidsrechter: Tayeb Hossain |
| 10 januari 2003 «onderlinge duels» |       | 50' Rasool |          | Bangabandhu Nationaal Stadion, Dhaka Scheidsrechter: Tayeb Hossain |

|                                    |               |       |             |                                                                           |
| 10 januari 2003 «onderlinge duels» | Sri Lanka     | 1 – 0 | Afghanistan | Bangabandhu Nationaal Stadion, Dhaka Scheidsrechter: Budhi Bahadur Gurung |
| 10 januari 2003 «onderlinge duels» | Steinwall 41' |       |             | Bangabandhu Nationaal Stadion, Dhaka Scheidsrechter: Budhi Bahadur Gurung |

|                                    |                     |       |                |                                                                        |
| 12 januari 2003 «onderlinge duels» | Pakistan            | 2 – 1 | Sri Lanka      | Bangabandhu Nationaal Stadion, Dhaka Scheidsrechter: Ram Krishna Ghosh |
| 12 januari 2003 «onderlinge duels» | Niaz 50' Rasool 86' |       | 89' Weersinghe | Bangabandhu Nationaal Stadion, Dhaka Scheidsrechter: Ram Krishna Ghosh |

|                                    |                                |       |             |                                                                           |
| 12 januari 2003 «onderlinge duels» | India                          | 4 – 0 | Afghanistan | Bangabandhu Nationaal Stadion, Dhaka Scheidsrechter: Budhi Bahadur Gurung |
| 12 januari 2003 «onderlinge duels» | Biswas 30' 63' D'Cunha 77' 86' |       |             | Bangabandhu Nationaal Stadion, Dhaka Scheidsrechter: Budhi Bahadur Gurung |

|                                    |           |       |             |                                                                        |
| 14 januari 2003 «onderlinge duels» | Pakistan  | 1 – 0 | Afghanistan | Bangabandhu Nationaal Stadion, Dhaka Scheidsrechter: Ram Krishna Ghosh |
| 14 januari 2003 «onderlinge duels» | Rasool 9' |       |             | Bangabandhu Nationaal Stadion, Dhaka Scheidsrechter: Ram Krishna Ghosh |

|                                    |            |       |                |                                                                  |
| 14 januari 2003 «onderlinge duels» | India      | 1 – 1 | Sri Lanka      | Bangabandhu Nationaal Stadion, Dhaka Scheidsrechter: Tayeb Hasan |
| 14 januari 2003 «onderlinge duels» | Biswas 88' |       | 90' Abeysekera | Bangabandhu Nationaal Stadion, Dhaka Scheidsrechter: Tayeb Hasan |

### Groep B
| Land       | Gsp | Win | Gel | Ver | DV | DT | +/- | Pnt |
| ---------- | --- | --- | --- | --- | -- | -- | --- | --- |
| Bangladesh | 3   | 3   | 0   | 0   | 5  | 0  | +5  | 9   |
| Malediven  | 3   | 2   | 0   | 1   | 9  | 3  | +6  | 6   |
| Nepal      | 3   | 1   | 0   | 2   | 4  | 4  | 0   | 3   |
| Bhutan     | 3   | 0   | 0   | 3   | 0  | 11 | −11 | 0   |

|                                    |                                                |       |        |                                                               |
| 11 januari 2003 «onderlinge duels» | Malediven                                      | 6 – 0 | Bhutan | Bangabandhu Nationaal Stadion, Dhaka Scheidsrechter: AD Silva |
| 11 januari 2003 «onderlinge duels» | Nizam 2' Lutfy 11' Shiham 24' 25' 67' Umar 77' |       |        | Bangabandhu Nationaal Stadion, Dhaka Scheidsrechter: AD Silva |

|                                    |            |       |       |                                                                                           |
| 11 januari 2003 «onderlinge duels» | Bangladesh | 1 – 0 | Nepal | Bangabandhu Nationaal Stadion, Dhaka Toeschouwers: 55.000 Scheidsrechter: Kunsuta Chaiwat |
| 11 januari 2003 «onderlinge duels» | Ahmed 30'  |       |       | Bangabandhu Nationaal Stadion, Dhaka Toeschouwers: 55.000 Scheidsrechter: Kunsuta Chaiwat |

|                                    |                         |       |        |                                                                                           |
| 13 januari 2003 «onderlinge duels» | Nepal                   | 2 – 0 | Bhutan | Bangabandhu Nationaal Stadion, Dhaka Toeschouwers: 25.000 Scheidsrechter: Balu Sundar Raj |
| 13 januari 2003 «onderlinge duels» | Rayamajhi 14' Thapa 87' |       |        | Bangabandhu Nationaal Stadion, Dhaka Toeschouwers: 25.000 Scheidsrechter: Balu Sundar Raj |

|                                    |            |       |           |                                                                                    |
| 13 januari 2003 «onderlinge duels» | Bangladesh | 1 – 0 | Malediven | Bangabandhu Nationaal Stadion, Dhaka Toeschouwers: 20.000 Scheidsrechter: AD Silva |
| 13 januari 2003 «onderlinge duels» | Joy 90'    |       |           | Bangabandhu Nationaal Stadion, Dhaka Toeschouwers: 20.000 Scheidsrechter: AD Silva |

|                                    |                                    |       |                              |                                                                                           |
| 15 januari 2003 «onderlinge duels» | Nepal                              | 2 – 3 | Malediven                    | Bangabandhu Nationaal Stadion, Dhaka Toeschouwers: 15.000 Scheidsrechter: Kunsuta Chaiwat |
| 15 januari 2003 «onderlinge duels» | Rayamajhi 56' Chaudhary 90' (pen.) |       | 63' Nizam 75' Lutfy 85' Umar | Bangabandhu Nationaal Stadion, Dhaka Toeschouwers: 15.000 Scheidsrechter: Kunsuta Chaiwat |

|                 |                           |       |        |                                                                                           |
| 15 januari 2003 | Bangladesh                | 3 – 0 | Bhutan | Bangabandhu Nationaal Stadion, Dhaka Toeschouwers: 15.000 Scheidsrechter: Balu Sundar Raj |
| 15 januari 2003 | Farhad 3' 54' Kanchan 78' |       |        | Bangabandhu Nationaal Stadion, Dhaka Toeschouwers: 15.000 Scheidsrechter: Balu Sundar Raj |

## Knock-outfase
|  | halve finale       | halve finale       |       |                    | finale             | finale |
|  |                    |                    |       |                    |                    |        |
|  | 18 januari − Dhaka |                    |       |                    |                    |        |
|  | Bangladesh         | 2                  |       |                    |                    |        |
|  | India              | 1                  |       |                    |                    |        |
|  |                    |                    |       |                    |                    |        |
|  |                    |                    |       |                    | 20 januari − Dhaka |        |
|  |                    |                    |       |                    | Bangladesh         | 1 (5)  |
|  |                    | Malediven          | 1 (3) |                    |                    |        |
|  |                    |                    |       |                    |                    |        |
|  |                    |                    |       |                    | derde plaats       |        |
|  | 18 januari − Dhaka | 18 januari − Dhaka |       | 20 januari − Dhaka | 20 januari − Dhaka |        |
|  | Malediven          | 1                  |       | India              | 2                  |        |
|  | Pakistan           | 0                  |       |                    | Pakistan           | 1      |

### Halve finale
|                                    |                       |            |             |                                                                      |
| 18 januari 2003 «onderlinge duels» | Bangladesh            | 2 – 1 (gg) | India       | Bangabandhu Nationaal Stadion, Dhaka Scheidsrechter: Kunsuta Chaiwat |
| 18 januari 2003 «onderlinge duels» | Kanchan 77' Munna 98' |            | 81' D'Cunha | Bangabandhu Nationaal Stadion, Dhaka Scheidsrechter: Kunsuta Chaiwat |

|                                    |            |       |          |                                                                           |
| 18 januari 2003 «onderlinge duels» | Malediven  | 1 – 0 | Pakistan | Bangabandhu Nationaal Stadion, Dhaka Scheidsrechter: Budhi Bahadur Gurung |
| 18 januari 2003 «onderlinge duels» | Fazeel 12' |       |          | Bangabandhu Nationaal Stadion, Dhaka Scheidsrechter: Budhi Bahadur Gurung |

### Troostfinale
|                                    |                       |            |            |                                                                  |
| 20 januari 2003 «onderlinge duels» | India                 | 2 – 1 (gg) | Pakistan   | Bangabandhu Nationaal Stadion, Dhaka Scheidsrechter: Tayeb Hasan |
| 20 januari 2003 «onderlinge duels» | Vijayan 56' Jadav 99' |            | 66' Rasool | Bangabandhu Nationaal Stadion, Dhaka Scheidsrechter: Tayeb Hasan |

### Finale
|                 |                                 |              |                        |                                                                                    |
| 20 januari 2003 | Bangladesh                      | 1 – 1 (n.v.) | Malediven              | Bangabandhu Nationaal Stadion, Dhaka Toeschouwers: 46.000 Scheidsrechter: AD Silva |
| 20 januari 2003 | Kanchan 13'                     |              | 57' Umar               | Bangabandhu Nationaal Stadion, Dhaka Toeschouwers: 46.000 Scheidsrechter: AD Silva |
| 20 januari 2003 | Strafschoppen                   |              |                        | Bangabandhu Nationaal Stadion, Dhaka Toeschouwers: 46.000 Scheidsrechter: AD Silva |
| 20 januari 2003 | Islam Miah Al-Mamun Hasan Sujon | 5 – 3        | Naaz Lutfy Gill Fazeel | Bangabandhu Nationaal Stadion, Dhaka Toeschouwers: 46.000 Scheidsrechter: AD Silva |

| Winnaar Zuid-Aziatisch kampioenschap voetbal 2003 |
| ------------------------------------------------- |
|                                                   |
| Bangladesh Eerste titel                           |

## Doelpuntenmakers
4 doelpunten
- Sarfraz Rasool

3 doelpunten
- Ashim Biswas
- Alvito D'Cunha
- Rokonuzzamam Kanchan
- Ali Shiyam
- Ali Umar

2 doelpunten
- Ariful Kabir
- Ashraf Luthfy
- Mohamed Nizam

1 doelpunt
- Alfaz Ahmed
- Ibrahim Fazeel
- Arif Khan Joy
- Zahid Niaz
- Mohammed Rahman Munna
- I.M. Vijayan
- Abhishek Yadav

1993 · 1995 · 1997 · 1999 · 2003 · 2005 · 2008 · 2009 · 2011 · 2013 · 2015 · 2018 · 2021 · 2023